# Silino
Il quartiere Silino (in russo Район Силино?) è un quartiere di Mosca sito nel Distretto di Zelenograd.
Costituito il 12 settembre 1991. Tra il 4 dicembre 2002 e il 1º gennaio 2010 è stato fuso con il quartiere Staroe Krjukovo nel quartiere Panfilovskij.